# Eforie Nord, Constanța

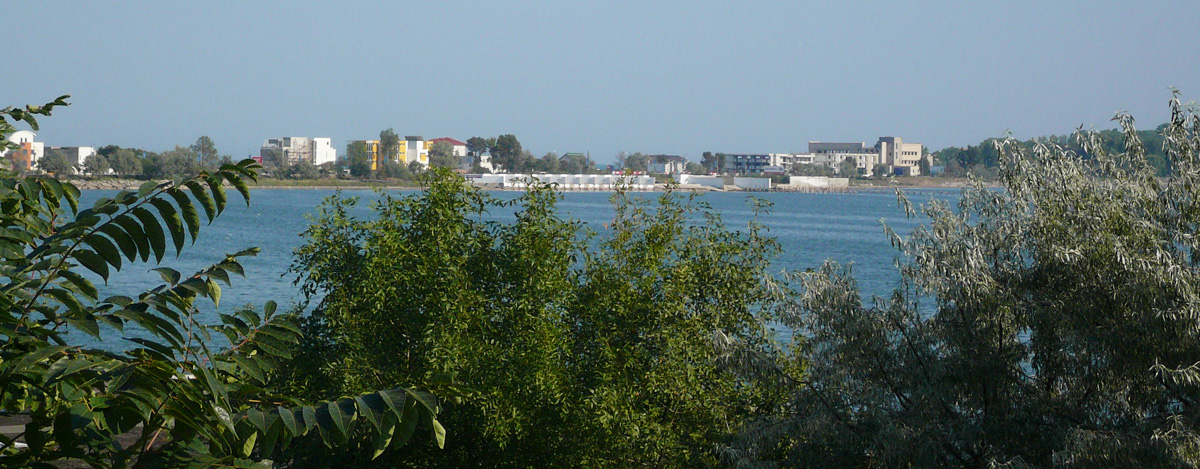
Lacul sărat din Eforie Nord

Eforie Nord este o localitate componentă a orașului Eforie din județul Constanța, Dobrogea, România.
Eforie Sud, partea de sud a orașului, a fost fondată de Ion Movilă în 1899, când acesta a ridicat un hotel numit "Băile Movilă" (Movilă Spa). În 1928, băile au fost redenumite "Carmen-Sylva", după pseudonimul reginei Elisabeta a României. 
Eforie Nord este a doua stațiune ca mărime și este situată la 14 km de Constanța. În partea de sud-vest se afla lacul Techirghiol, cunoscut pentru proprietățile curative ale nămolului, astfel că turismul recreativ se îmbină cu cel balnear.
Stațiunea are o largă deschidere spre mare și o faleză de peste 30 metri înălțime. Plaja de peste 3 km lungime are și porțiuni ce ating 100 m în lățime. Hotelurile, vilele, casele de odihna pot primi până la 19.000 de turiști. Baza de tratament funcționează pe tot timpul anului spațiile de cazare fiind încălzite în perioada sezonului rece. În bazele de tratament din Eforie Nord se tratează ca afecțiuni: reumatismale inflamatorii și degenerative, bolile sistemului nervos periferic, tulburări de circulație, afecțiuni dermatologice, obezitate, afecțiuni respiratorii, sterilitate, rahitism, neurastenie.  
O infrastructură diversificată, bazele de agrement (terenuri de sport, piscine cu accesorii pentru activități nautice, etc.) și farmecul ambientului local sunt garanția petrecerii unui concediu agreabil pe litoralul Mării Negre.

## Coordonate
Latitudinea este de 44° 07' N, iar longitudinea este de 28° 63' E.

## Acces, Căi de acces
- feroviare (gara Eforie Nord, pe linia București - Constanța - Mangalia);
- rutiere (DN 39 - E 87 de la Mangalia sau Constanța, E 60 spre Constanța, pe la Giurgeni - Vadul Oii, DN 3 de la Calărași, autostrada A2 si A4 de la Bucuresti, cu ieșire la Agigea);
- aeriene (Aeroportul Internațional "Mihail Kogălniceanu" din Constanța);
- maritime (Portul Turistic "Tomis", din Constanța & Portul Turistic "Neptun Yacht", din Eforie Nord).
- Accesul în stațiune se poate face și cu microbuze din gara Constanța.
- De altfel, în stațiunea Eforie Nord există o ofertă vastă de cazare, de la hoteluri până la vile, pensiuni și apartamente în regim hotelier.

## Agenții CFR
- Eforie Sud ? Oficiul Postal ? tel. 0241.617.930; 748.325
- Eforie Nord ? Oficiul Postal ? tel. 0241.618.212; 741.214